# Лост Спрингс (Канзас)
Лост Спрингс (енгл. Lost Springs) град је у америчкој савезној држави Канзас.

## Демографија
По попису из 2010. године број становника је 70, што је 1 (-1,4%) становника мање него 2000. године.
| Група             | 2000.      | 2010.      |
| Белци             | 64 (90,1%) | 53 (75,7%) |
| Афроамериканци    | 0 (0,0%)   | 0 (0,0%)   |
| Азијати           | 0 (0,0%)   | 0 (0,0%)   |
| Хиспаноамериканци | 5 (7,0%)   | 10 (14,3%) |
| Укупно            | 71         | 70         |